# Saccostrea malabonensis
Saccostrea malabonensis is een tweekleppigensoort uit de familie van de Ostreidae. De wetenschappelijke naam van de soort is voor het eerst geldig gepubliceerd in 1932 door Faustino.